# 卢尔马兰基督教堂
卢尔马兰基督教堂（Temple protestant de Lourmarin）是法国普罗旺斯-阿尔卑斯-蓝色海岸大区沃克吕兹省卢尔马兰的一座宗教建筑。

## 历史
这座新教教堂建于1806年4月17日，由米歇尔-罗伯特·彭乔德设计于1805年。建造历时12年之久，到1818年落成。1844年，该堂安装了一台管风琴，1849年修建了钟楼。1991年5月10日，该堂被列为法国历史遗迹。

## 建筑
该堂呈长方形，长12米，宽6米。钟楼建于1849年。

## 活动
拉罗克当泰龙国际钢琴节的部分音乐会在卢尔马兰基督教堂举办。